# Kanton Saint-Chaptes
Kanton Saint-Chaptes is een voormalig kanton van het Franse departement Gard. Het kanton maakte deel uit van het arrondissement Nîmes. Het werd opgeheven bij decreet van 24  februari 2014 met uitwerking op 22 maart 2015.

## Gemeenten

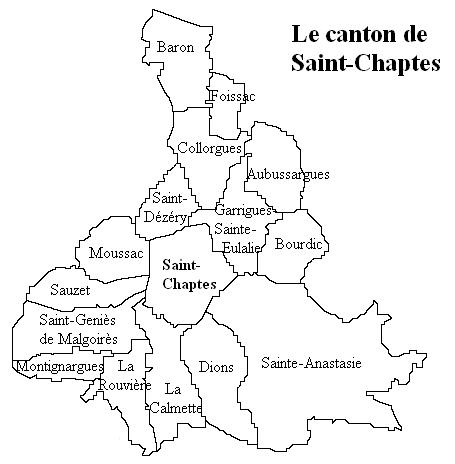
Ligging van gemeenten in het kanton

Het kanton Saint-Chaptes omvatte de volgende gemeenten:
- Aubussargues
- Baron
- Bourdic
- Collorgues
- Dions
- Foissac
- Garrigues-Sainte-Eulalie
- La Calmette
- La Rouvière
- Montignargues
- Moussac
- Sainte-Anastasie
- Saint-Chaptes (hoofdplaats)
- Saint-Dézéry
- Saint-Geniès-de-Malgoirès
- Sauzet